# Szinkovich Jenő
Szinkovich Jenő (másképp Szinkovics, Szinkovits; Felsőcsatár, 1887. június 30. – ?) középiskolai tanár, nyelvész.

## Élete
Szülei németcsencsi Sinkovits Nándor kántortanító és felsőcsatári Szentes Mária voltak.
1907-ben Pápán az Állami Tanítóképző Intézetben szerzett tanári képesítést. 1912-ben megválasztják a Magyar Nyelvtudományi Társaság tagjának. Nyitrabajnán, majd 1913-tól a galgóci iskola tanára. Ugyanezen évtől lett tagja a Magyar Néprajzi Társaságnak, illetve a Magyar Nyelvtudományi Társaság választmánya 100 koronát szavaz meg számára Nemespann és Királyi nyelvjárásának tanulmányozására.
Az első világháború kitörésekor Balla Mózes tanártársával együtt katonai szolgálatba lépett. Mindketten hadifogságba estek, Balla Przemysl elestekor, Szinkovich pedig a kárpáti harcokban. Valószínűleg Krasznojarszkban volt hadifogoly.
1919-ben megbízták a volt angolkisasszonyok budapesti polgári leányiskolájának vezetésével. 1919-1922 között Sárváron, majd 1923-1937 között Szolnokon szolgált. 1935-ben a szolnoki gimnáziumban tartott előadást Anyanyelvünk tanulságai címmel.
1942-ben és 1943-ban Újpesten az állami polgári fiúiskola tanára, illetve címzetes igazgatója. 1944. január 7-től katonai szolgálaton volt. 1945. szeptemberétől 3 havi betegszabadságon volt, majd a tanév végéig a Magyar Központi Illetményhivatalhoz osztották be.
Tagja volt az Országos Polgári Iskolai Egyesületnek. Sokat foglalkozott az ifjúsági Vöröskereszttel.
1914. július 11-én Kassán feleségül vette Balajthy Irént.

## Művei
- 1912 Előnevek s gúnynevek. Magyar Nyelvőr XLI, 293.
- 1912 Előnevek, gúnynevek, dalok. EA, 644.
- 1913 Adalékok a dunatiszai nyelvjárás szókincséhez Bács-Adorján községből. Magyar Nyelv IX, 183—187, 235-238, 379-383.[16]
- 1913 Gúnynevek. Magyar Nyelvőr XLII, 383.
- 1913 Magyaros kifejezések. Magyar Nyelvőr XLII.
- 1914 Népnyelvi hagyományok - Tájszók. Magyar Nyelvőr XLIII, 140-142, 286-287.
- 1921 Adatok a gyermeknyelv kialakulásához. Magyar Nyelvőr L, 94-95.
- Nyitrai palócos sajátságok (kézirat)
- Nyitramegyei nyelvsajátságok (kézirat)[17]